# اوا پاکووا
اِوا پاکووا (لهستانی: Ewa Pacuła؛ زادهٔ ۱۹۷۱) بازیگر، مدل و روزنامه‌نگار اهل لهستان است که عکسش بر جلد نسخهٔ لهستانی پلی‌بوی چاپ شده است.
از فیلم‌ها یا مجموعه‌های تلویزیونی که وی در آن‌ها نقش داشته است، می‌توان به اجاره‌نشین‌ها اشاره نمود.